# أردا غولر
أردا غولر (بالتركية: Arda Güler) (مواليد 25 فبراير 2005) هو لاعب كرة قدم تركي يلعب كلاعب وسط هجومي مع نادي ريال مدريد في الدوري الإسباني.، ومنتخب تركيا لكرة القدم.

## مسيرة الأندية

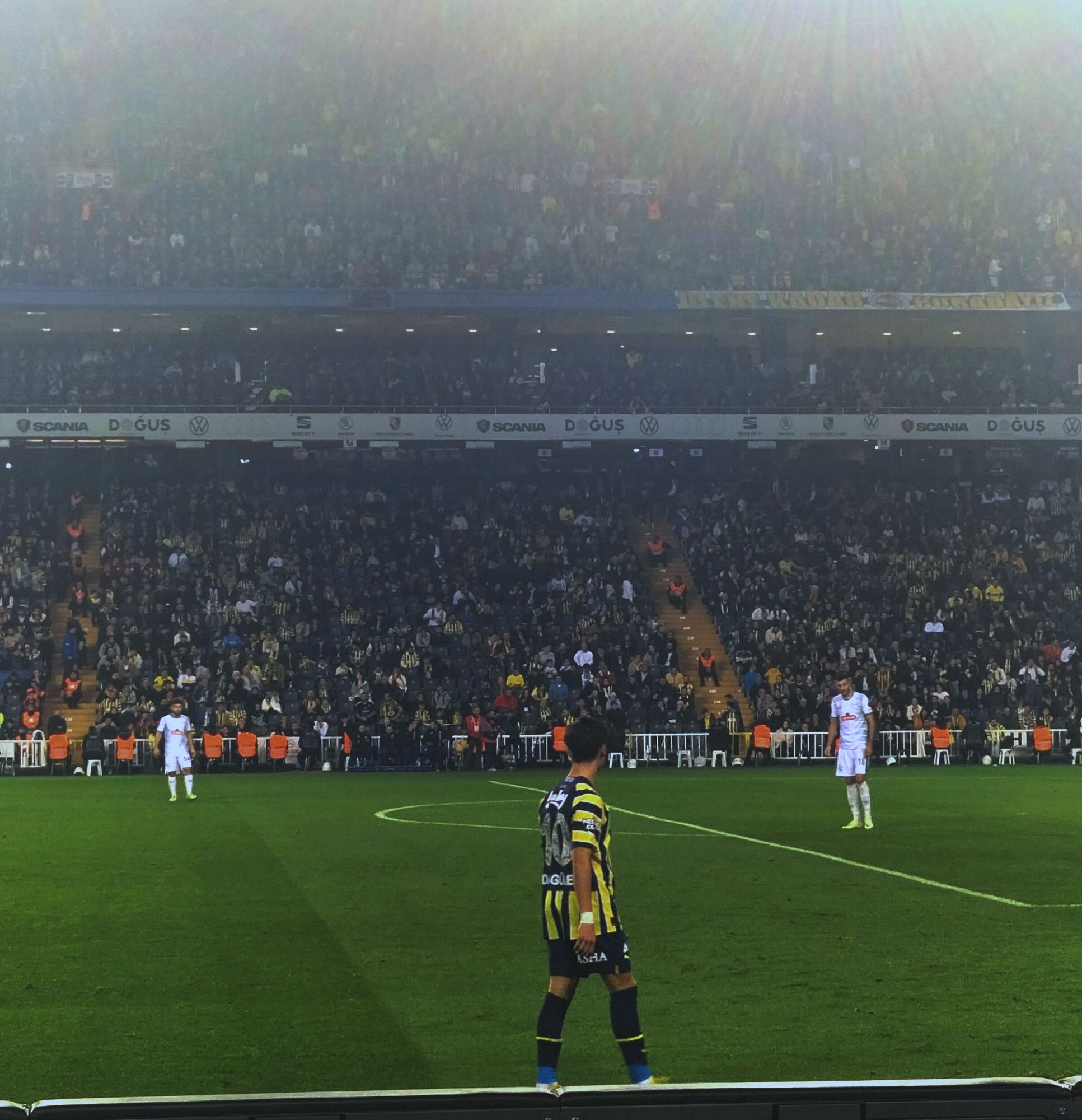
لاعب من الطراز الملكي

### مسيرة الشباب
بدأ غولر مسيرته الشبابية في نادي غنتشلربيرليغي الذي يقع مقره في أنقرة في عام 2014. انضم إلى صفوف شباب نادي فنربخشة في عام 2019.

### فنربخشة
وقع غولر عقدًا احترافيًا لمدة عامين ونصف مع نادي فنربخشة في 13 يناير 2021. كان يُعتبر موهبة واعدة ويرى الكثيرون أنه يمثل مستقبلًا كبيرًا.

#### موسم 2021–22
ظهر غولر لأول مرة مع الفريق الأول كبديل في مباراة ضد نادي هلسنكي الفنلندي في جولة المباريات الفاصلة من الدوري الأوروبي 2021–22. جرت المباراة في ملعب شكري سراج أوغلو في 19 أغسطس 2021 وانتهت بفوز فنربخشة 1-0. في أول مباراة له في الدوري التركي الممتاز بعد ثلاثة أيام، قدم التمريرة الحاسمة التي سجل منها ميها زايتس هدف الفوز في الدقيقة 89 من المباراة التي انتهت بفوز 2-0 على أنطاليا سبور.
بدأ يحصل على وقت لعب أكبر في موسم 2021–22، في مارس 2022، أصبح غولر أصغر لاعب يسجل هدفًا في تاريخ فنربخشة في الدوري التركي الممتاز، حيث كان قد أتم 17 عامًا قبل ثلاثة أسابيع فقط. بحلول مايو 2022، كان قد سجل 3 أهداف وقدم 3 تمريرات حاسمة في 255 دقيقة فقط. بعد بداية مميزة لمسيرته، وردت تقارير تفيد بأن أندية أوروبية كبيرة مثل أرسنال، ليفربول، بايرن ميونيخ، بوروسيا دورتموند، برشلونة وباريس سان جيرمان أبدت اهتمامها بالتعاقد معه.
في 17 مارس 2022، أعلن فنربخشة عن توقيع عقد لمدة ثلاث سنوات مع غولر.

#### موسم 2022–23
في بداية الدوري التركي الممتاز 2022–23، وبعد رحيل مسعود أوزيل، مُنح غولَر الرقم 10، الذي يحمل معنى خاصًا لمشجعي فنربخشة، كونه الرقم الذي ارتداه أساطير النادي أليكس دي سوزا وجي-جي أوكوتشا. لعب أول مباراة له في الموسم ضد نادي قاسم باشا وسجل هدفين في 21 دقيقة. في 3 نوفمبر 2022، سجل هدفه الأول في المسابقات الأوروبية، وقدم أيضًا تمريرة حاسمة عند الفوز 2-0 خارج الديار على دينامو كييف في مرحلة المجموعات في الدوري الأوروبي 2022–23. في 11 يونيو 2023، قدم غولَر أداءً مميزًا وحصل على جائزة أفضل لاعب في المباراة في الفوز 2-0 في نهائي كأس تركيا 2023 ضد إسطنبول باشاكشهير. في 6 يوليو، أعلن غولَر عبر إنستغرام عن رحيله من فنربخشة، مما يشير إلى نهاية فترته مع النادي التركي.

### ريال مدريد
في 6 يوليو 2023، أعلن نادي ريال مدريد الإسباني عن توقيع عقد مع غولَر لمدة ست سنوات حتى يونيو 2029. تمت الصفقة بعد ما قام ريال مدريد بدفع 20 مليون يورو، وكان الشرط الجزائي لغولر 17.5 مليون يورو. طلب غولَر من ريال مدريد دفع أكثر من الشرط الجزائي لزيادة الأموال لناديه السابق.
بعد عدة إصابات في أواخر 2023، ظهر غولَر لأول مرة مع ريال مدريد في مباراة كأس ملك إسبانيا 2023–24 ضد نادي أراندينا في 6 يناير 2024، مساهمًا في فوز الفريق بنتيجة 3-1. في 14 يناير، فاز بأول لقب له مع ريال مدريد في نهائي كأس السوبر الإسباني 2024، حيث انتصر ريال مدريد على برشلونة بنتيجة 4-1. ظهر غولَر لأول مرة في الدوري الإسباني ضد لاس بالماس في 27 يناير، حيث دخل كبديل في الدقيقة 81، محل رودريغو. في 10 مارس، سجل غولَر هدفه الأول في الدوري الإسباني لريال مدريد، مراوغًا حارس مرمى سيلتا فيغو فنسينتي غوايتا في الدقيقة الرابعة من الوقت المحتسب بدل الضائع، بعد خمس دقائق من دخوله كبديل ليؤكد فوز فريقه 4-0 على سيلتا فيغو. في 26 أبريل، سجل غولَر هدفه الأول كأساسي في الدوري الإسباني، ليمنح فريقه الفوز 1-0 ضد ريال سوسيداد في ملعب أنويتا. في 19 مايو، سجل ثنائية ضد فياريال في تعادل 4-4، ليصبح أسرع لاعب في تاريخ ريال مدريد يسجل ستة أهداف في الدوري الإسباني في 330 دقيقة فقط. رغم أنه لم يلعب في أي مباراة، فقد حصل في النهاية على كأس دوري أبطال أوروبا 2023–24 مع فريقه، ليصبح أول لاعب تركي يحقق هذا الإنجاز.

## المسيرة الدولية
لعب غولَر في فئات الشباب حتى منتخب تركيا تحت 21 عامًا. شارك لأول مرة مع المنتخب التركي الأول في 19 نوفمبر 2022، في مباراة ودية انتهت بفوز تركيا 2-1 على منتخب التشيك. سجل هدفه الأول ضد منتخب ويلز في تصفيات بطولة أمم أوروبا 2024 في 19 يونيو 2023.

### أمم أوروبا 2024
اُختير ضمن قائمة منتخب تركيا المكونة من 26 لاعبًا للمشاركة في بطولة أمم أوروبا 2024. في 18 يونيو 2024، حصل غولَر على جائزة لاعب المباراة حيثُ سجل في مباراة تركيا الافتتاحية التي انتهت بفوز 3-1 على منتخب جورجيا، ليصبح أول شاب يسجل في أول ظهور له في بطولة أوروبا منذ كريستيانو رونالدو في بطولة أمم أوروبا 2004. بهدفه، أصبح أيضًا خامس أصغر هداف في تاريخ البطولة وأصغر لاعب يسجل في أول مشاركة له بعمر 19 عامًا و114 يومًا، محطمًا الرقم القياسي السابق لكريستيانو رونالدو.
في 3 يوليو، قدم غولر تمريرة حاسمة عندما هزمت تركيا منتخب النمسا 2-1 في دور الـ16 وتأهلت إلى ربع النهائي. بهذا، أصبح غولر ثالث شاب في التاريخ يسجل ويصنع هدفًا في نفس بطولة اليورو، بعد كريستيانو رونالدو وواين روني.

## الملف الشخصي للاعب
وجد غولَر العديد من الجماهير الداعمين له في تركيا مع بداية مسيرته حيث ارتدى القميص رقم 10 في فنربخشة واستفاد جيدًا من الفترة التي قضاها تحت قيادة جورجي جيسوس وانتقل إلى ريال مدريد. بدأ يُنظر إليه كنموذج يحتذى به خاصة للأطفال.

## الإنجازات
فنربخشة
- كأس تركيا: 2022–23[16]

ريال مدريد
- الدوري الإسباني: 2023–24[44]
- كأس السوبر الإسباني: 2023–24[45]
- دوري أبطال أوروبا: 2023–24[46]
- كأس السوبر الأوروبي: 2024[47]
- كأس القارات للأندية: 2024[48]

## وصلات خارجية
- أردا غولر على موقع الاتحاد الأوربي (الإنجليزية)
- أردا غولر على موقع اتحاد تركيا (لاعب) (الإنجليزية)
- أردا غولر على موقع إي إس بي إن إف سي (الإنجليزية)
- أردا غولر على موقع قاعدة بيانات كرة القدم.إي يو (الإنجليزية)
- أردا غولر على موقع ليكيب (الفرنسية)
- أردا غولر على موقع ناشيونال فوتبول تيمز (الإنجليزية)
- أردا غولر على موقع Soccerbase.com (لاعب) (الإنجليزية)
- أردا غولر على موقع Soccerway.com (الإنجليزية)
- أردا غولر على موقع عالم كرة القدم.نت (الإنجليزية)
- أردا غولر على موقع AS.com (الإسبانية)